# Doraemon: Ludzie wiatru
Doraemon: Ludzie wiatru (jap. ドラえもん のび太とふしぎ風使い Doraemon Nobita to Fushigi Kazetsukai) – japoński film animowany z 2003 roku w reżyserii Tsutomu Shibayama, bazowany na podstawie serialu anime Doraemon. Wyprodukowana przez japońską wytwórnię Toho Company.
Premiera filmu odbyła się w Japonii 8 marca 2003. W Polsce film pojawił się 11 października 2015 na antenie Disney XD.

## Opis fabuły
Tajemniczy grobowiec z odległej krainy zostaje uwolniony przez dwie dziwne kule oraz starożytnego ducha pradawnego zwanego Uranda, przywódcę wioski, który zmierza w kierunku kul, przejmując ciało wilka. Tymczasem Nobita, Doraemon oraz przyjaciele – Suneo, Gian i Shizuka, zostają wciągnięci do niebezpiecznego świata ludzi wiatru, aby zmierzyć się z duchem Urandy, a następnie powrócić bezpiecznie do domu.

## Obsada
- Nobuyo Ōyama – Doraemon
- Noriko Ohara – Nobita Nobi
- Michiko Nomura – Shizuka Minamoto
- Kazuya Tatekabe – Takeshi "Gian" Goda
- Kaneta Kimotsuki – Suneo Honekawa
- Mika Kanai – Fuko
- Rikako Aikawa – Temujin
- Kumiko Nishihara – Sun
- Nana Yamaguchi – matka Temujina i Sun
- Yūko Satō – Tomujin
- Yūjin Kitagawa – Yamujin
- Kōji Iwasawa – Kunjin
- Yōsuke Akimoto – Kanjin
- Takanobu Hozumi – starzec
- Kiyoshi Kobayashi – Uranda
- Osamu Kobayashi – Yaku

i inni

## Wersja polska
Wersja polska: SDI Media Polska

Reżyseria: Grzegorz Drojewski

Dialogi: Jakub Kowalczyk

W wersji polskiej udział wzięli:
- Agnieszka Fajlhauer – Nobita Nobi
- Anna Sztejner – 
  - Suneo Honekawa,
  - Pani Goda, matka Giana
- Brygida Turowska – Doraemon
- Beata Wyrąbkiewicz – Shizuka Minamoto
- Cezary Kwieciński – Takeshi "Gian" Goda
- Miłogost Reczek – Yaku

oraz:
- Beata Jankowska-Tzimas – pani Nobi, matka Nobity
- Józef Pawłowski – Temujin
- Izabella Bukowska-Chądzyńska – Mama Suneo
- Michał Podsiadło – reporter
- Włodzimierz Press
- Robert Tondera
- Janusz Wituch
- Dariusz Błażejewski
- Monika Pikuła
- Mariusz Czajka
- Krzysztof Szczepaniak

i inni
Lektor tytułu: Brygida Turowska

Lektor tyłówki: Artur Kaczmarski